# يوحنا الأشقوبي
يوحنا الأشقوبي أو خوان دي سيغوبيا (بالإسبانية: Juan de Segovia)‏ هو لاهوتي إسباني، من أهل أشقوبيه.

## حياته
ولد يوحنا الأشقوبي في مدينة شقوبية قرب نهاية القرن الرابع عشر الميلادي، ولا يُعرف الكثير عنه قبل مشاركته سنة 1432 في مجمع بازل سوى أنه كان أرشدياكونًا في فيافيثيوسا وقسًا في طليطلة وأستاذًا لعلم اللاهوت في جامعة سلامنكا.
بعد ترك يوحنا الأشقوبي الحياة العامة واعتزاله في أحد الأديرة، قضى الكثير من وقته في المناداة بالتعايش السلمي مع العالم الإسلامي، قام بترجمة القرآن إلى القشتالية واللاتينية، بمعاونة من الفقيه الأندلسي المسلم عيسى بن جابر الشقوبي، لكن الترجمة ضاعت.
رودولف اشتروطمن (بالألمانية: Rudolf Strothmann) (1877 - 1960 م) هو مستشرق ولاهوتي ألماني اهتم خصوصاً بالمذاهب الباطنية في الإسلام.

## وفاته
توفي يوحنا الأشقوبي ـ على الأرجح ـ عام 1458.